# Lingwe Uniwersala
Lingwe uniwersala (v jazyku samém znamená „univerzální jazyk“) byl umělý jazyk vytvořený polským židem Ludvíkem Lazarem Zamenhofem v roce 1878. Jednalo se o ideového předchůdce dodnes užívaného esperanta, spojovacím článkem je vývojová fáze zvaná proto-esperanto. Stejně jako později u esperanta bylo Zamenhofovým úmyslem učinit tento jazyk snadno naučitelným. Na rozdíl od esperanta obsahovalo Lingwe universala o něco více výrazů ze slovanských jazyků. Jazyk se však dochoval pouze v několika málo ukázkách. Tvrdí se, že Zamenhofův otec, učitel jazyků, považoval tuto práci za marnou a utopistickou a proto údajně v synově nepřítomnosti jeho rukopis zničil.

## Srovnání s esperantem
1. Tam, kde se v esperantu píše V, se v lingwe uniwersala píše W.
2. Chybí písmena ĉ, ĝ, ĥ, ĵ, ŝ a ŭ.
3. Stejně jako v esperantu je přízvuk kladen na předposlední slabiku, ale na rozdíl od esperanta může nastat situace, že v jiné části slova je samohláska, na které je přízvuk. V tom případě je nad samohlásku dána čárka (stejně jako ve španělštině)
4. Jiné koncovky. Esperanto i lingwe uniwersala mají společný znak v tom, že slovní druh určuje poslední písmeno ve slově.[1]

| Slovní Druh                     | Koncovka v esperantu | Koncovka v lingwe uniwersala |
| Podstatné jméno, jednotné číslo | -O                   | -E                           |
| Podstatné jméno, množné číslo   | -OJ                  | -ES                          |
| Osobní zájmena                  | -I                   | -O                           |
| Slovesa, přítomný čas           | -AS                  | -A                           |
| Slovesa, rozkazovací způsob     | -U                   | -O                           |
| Slovesa, infinitiv              | -I                   | -ARE                         |

## Ukázka
Jedna z dochovaných ukázek, jedná se o báseň.
- V lingwe uniwersala:

```
"Malamikete de las nacjes, Kadó, kadó, jam temp' está. La tot' homoze in familje. Konunigare so debá."
```

- V esperantu:

```
"Malamikeco de la nacioj, Falu, falu, jam temp' estas. La tuta homaro en familion. Kununuigi sin devas."
```